# Ivan Alexandrovitsj Tsjerepnin
Ivan Alexandrovitsj Tsjerepnin (Issy-les-Moulineux, Frankrijk, 5 februari 1943 - Boston, USA, 11 april 1998) was een Frans-Amerikaans componist en muziekpedagoog van Russische afkomst. Hij is de zoon van de componist, muziekpedagoog en pianist Alexander Nikolajewitsj Tsjerepnin en de pianiste en pedagoog Ming Tsjerepnin. 

## Biografie
Tsjerepnin kreeg van zijn ouders muziekles en praktische oefeningen aan het piano. Op 6-jarige leeftijd speelde hij al bepaalde thema's uit werken van zijn vader op het piano. Gedurende de tijd als zijn vader doceerde aan de DePaul University in Chicago, Illinois, verzorgde zijn moeder Ming de muzikale opleiding van Ivan en zijn twee oudere broers Peter en Serge. Paas als hij zijn muziekstudies in 1960 aan de Harvard-universiteit in Cambridge, Massachusetts, begon, had hij al de beslissing componist te worden. Zijn hoofdleraren waren Leon Kirchner en Randall Thompson. Via Kirchner kwam hij ook in contact met de elektronische muziek. In 1964 is hij aan Harvard afgestudeerd. 
Aansluitend ging hij naar Europa en voltooide zijn studies bij Pierre Boulez, Henri Pousseur en Karlheinz Stockhausen. Aansluitend werd hij docent aan het San Francisco Conservatory of Music en aan de Stanford-universiteit. In 1972 werd hij docent en later professor voor compositie aan de  Harvard-universiteit. Aan de Harvard-universiteit werd hij directeur van de Harvard Electronic Music Studio.

## Composities

### Werken voor orkest
- 1978 Le Va et le Vient, voor orkest
- 1983 The New Consonance, voor strijkorkest
- 1983 Solstice, voor kamerorkest, harp, harmonium en slagwerk
- 1995 Double Concerto, voor viool, cello en orkest

### Werken voor harmonieorkest
- 1981 Concerto, voor hobo en harmonieorkest
- 1986 Statue, voor harmonieorkest
- 1987 Constitution, voor harmonieorkest
- 1987 In Memoriam A.T., voor koper-ensemble
- 1989 Concerto for Two Continents, voor Kurzweil Synthesizer en harmonieorkest
- 1993 Carillona, voor harmonieorkest
- 1994 Conversation between Moon and Venus as Overheard by an Earthling, voor klein harmonieorkest, harp en slagwerk
- 1997 Triple Concertino, voor althobo, trombone, contrabas-klarinet en harmonieorkest

### Werken voor koor
- 1978 Canzona for Tilman, voor klein koor
- 1982 Noël, Noël!, voor gemengd koor
- 1982 Star, voor gemengd koor en harp
- 1987 Butterfly Dream, voor gemengd koor
- 1990 Farewell to John, voor gemengd koor
- 1991 And so it came to pass, voor sopraan, tenor, gemengd koor en orkest

### Vocale muziek
- 1979 Five Songs, voor contra-alt, altfluit en elektronica
- 1982 Just a Dream, voor mezzo-sopraan en piano
- 1996 There was no Wind, voor strijkkwartet en sopraan

### Kamermuziek
- 1959 Suite Progressive Pentatonique, voor fluit, cello en pauken
- 1960 Monkey Bear Suite, voor fluit en twee slagwerkers
- 1961 Deux Entourages pour un Théme Russe
- 1961 Mozartean Suite, voor fluit, klarinet en fagot
- 1962 Reciprocals, voor fluit, klarinet en fagot
- 1963 Cadenzas in Transition, voor fluit, klarinet en piano
- 1964 Sombres Lumières, voor fluit, cello en gitaar
- 1965 Work Musik, voor hoorn, klarinet, cello en elektrische gitaar
- 1966 Wheelwinds, voor negen blazers
- 1970 Summer Music, voor koper-sextet
- 1981 Prelude and March, voor fluit en harp
- 1984 Explorations, voor fluit, klarinet, viool, altviool, cello, piano en elektronica
- 1985 Trio Fantasia, voor viool, cello en piano
- 1991 Music for Otto Hall, voor drie trompetten en vier hoorns
- 1991 Duo Fantasia "A Rose is a Rose is", voor viool en cello
- 1994 Six Fanfares for Herald Trumpets
- 1995 Pensamiento, voor fluit en piano

### Werken voor piano
- 1959-1962 Four Pieces from Before
  1. For Christmas (1959)
  2. Valse (1960)
  3. Vernal Equinox (1962)
  4. Riding the Clouds (1962)
- 1964 Beginnings
- 1968 Two Reminiscences
- 1970-1979 Twelve Variations on "Happy Birthday"
- 1971 Drie stukken voor twee piano's
- 1975 Fêtes (Variations on "Happy Birthday")
- 1977 Valse Perpetuelle "The 45 r.p.m."
- 1980 Summer Nights
- 1994 For David Hughes
- 1994 A Musical Thought for a Thoughtful Musician

### Elektronische muziek
- 1966 Grand Fire Music, voor geluidsband
- 1967 AC-DC (Alternating Currents), voor 8 slagwerkers en geluidsband
- 1967 Beethoven's Late Quartet, voor geluidsband
- 1967 Rings, voor strijkkwartet en ring modulators
- 1968 Reverberations, voor geluidsband
- 1970 Light Music with Water, voor vier instrumentale groepen, door sound geactiveerde lichten, geluidsband en live elektronica
- 1970 One, Two, Three for KQED, voor geluidsband
- 1971 Les Adieux, voor tenor, alt, 14 instrumenten, geluidsband, elektronica en licht
- 1972 Watergate Suite, voor geluidsband
- 1973 Clouds, voor geluidsband
- 1973 Globose Floccose, voor strijkkwartet, koperkwintet met elektronica
- 1976 Set, Hold, Clear and Squelch, voor hobo, frequency follower en elektronica
- 1977 Santur Opera, voor santur en elektronica met projecties
- 1978 Common Ground (Flute Fancy), voor fluit en geluidsband
- 1980 Flores Musicales, voor hobo, viool en elektronica
- 1983 Cantilenas/Hybrids, voor viool en elektronica
- 1985 Bachamatics, voor geluidsband
- 1985 Rhythmantics, voor synthesizer keyboard
- 1985 New Rhythmantics, voor strijkkwartet, sampling synthesizer en delays
- 1987 New Rhythmantics IV, voor trompet, strijkkwartet, sampling synthesizer en delays
- 1989 The Creative Act, voor vier uitvoerenden met elektronica
- 1992 Pictures at an Exhibition I: "Untitled" by Jasper Johns, voor samplers
- 1994 Santur Opera II: the Sequel, voor santur, live analog en digital elektronica met slide projectors
- 1995 Pictures at an Exhibition II: "Sin Fronteras" by Ivonne Abaki, voor video

### Filmmuziek
- 1969 Post Office, voor geluidsband
- 1974 Peelings, voor geluidsband
- 1976 USA Film
- 1978 Common Ground (Flute Fancy)
- 1978 Sky Piece